# تکفیر
تکفیر (به عربی: التكفير) اصطلاحی است در علم کلام و فقه به معنای نسبت کفر و شرک دادن به مسلمان. این واژه نه در قرآن و نه در احادیث نبوی یافت نمی‌شود و هم‌ریشهٔ واژگانی چون «کفر» و «کافر» محسوب می‌شود. به گفتهٔ «جی ای کمپو»، «واژهٔ تکفیر در دوره‌های بعد از قرآن معرفی شد و نخستین بار توسط خوارج به‌کار برده شد.» مسلمانی که مسلمان دیگر را مرتد و کافر اعلام کند تکفیری است. تکفیر در اصل به معنای پوشاندن است، ولی در عربی و فارسی به معانی گوناگونی به کار رفته‌است.